# Paraschachnerita
La paraschachnerita és un mineral de la classe dels elements natius. Rep el seu nom per la seva relació amb la schachnerita.

## Característiques
La paraschachnerita és un aliatge d'argent i mercuri, una amalgama de fórmula química Ag₃Hg₂. Cristal·litza en el sistema ortoròmbic formant cristalls de fins a 1 centímetre, tot i que típicament en mesuren molt menys. La seva duresa a l'escala de Mohs és 4.
Segons la classificació de Nickel-Strunz, la paraschachnerita pertany a «01.AD - Metalls i aliatges de metalls, família del mercuri i amalgames» juntament amb els següents minerals: mercuri, belendorffita, kolimita, eugenita, luanheïta, moschellandsbergita, schachnerita, weishanita, amalgames d'or, potarita i altmarkita.

## Formació i jaciments
Es forma a les zones oxidades per l'alteració de la moschellandsbergita; es creu que podria tractar-se també d'un mineral primari, tal com es troba al dipòsit de Kremikovci (Bulgària). Sol trobar-se associada a altres minerals com: schachnerita, acantita, cinabri, limonita, ankerita, esfalerita, calcopirita, pirita, pirrotina, gudmundita, cubanita, ilmenita o galena. Va ser descoberta l'any 1972 a la mina Vertrauen zu Gott, a Landsberg (Renània-Palatinat, Alemanya), tot i que se n'ha trobat a diversos indrets més.